# Phasianinae
Phasianinae (Horsfield, 1821) è una sottofamiglia di uccelli galliformi della famiglia Phasianidae.

## Tassonomia
Comprende i seguenti generi e specie:
- Genere Ithaginis
  - Ithaginis cruentus (Hardwicke, 1821) - fagiano insanguinato
- Genere Tragopan
  - Tragopan melanocephalus (J.E.Gray, 1829) - tragopan occidentale
  - Tragopan satyra (Linnaeus, 1758) - tragopan satiro
  - Tragopan blythii (Jerdon, 1870) - tragopan di Blyth
  - Tragopan temminckii (J.E.Gray, 1831) - tragopan di Temminck
  - Tragopan caboti (Gould, 1857) - tragopan di Cabot
- Genere Pucrasia
  - Pucrasia macrolopha (Lesson, 1829) - fagiano koklass
- Genere Lophophorus
  - Lophophorus impejanus (Latham, 1790) - monal dell'Himalaya
  - Lophophorus lhuysii A.Geoffroy Saint-Hilaire, 1866 - monal della Cina
  - Lophophorus sclateri Jerdon, 1870 - monal di Sclater
- Genere Gallus
  - Gallus gallus (Linnaeus, 1758) - gallo comune
  - Gallus lafayettii Lesson, 1831 - gallo di Sri Lanka
  - Gallus sonneratii Temminck, 1813 - gallo grigio
  - Gallus varius (Shaw, 1798) - gallo verde
- Genere Lophura
  - Lophura leucomelanos (Latham, 1790) - fagiano kalij
  - Lophura nycthemera (Linnaeus, 1758) - fagiano argentato
  - Lophura edwardsi (Oustalet, 1896) - fagiano di Edwards
  - Lophura swinhoii (Gould, 1863) - fagiano di Swinhoe
  - Lophura hoogerwerfi (Chasen, 1939) - fagiano di Aceh
  - Lophura inornata (Salvadori, 1879) - fagiano di Salvadori
  - Lophura erythrophthalma (Raffles, 1822) - dorso di fuoco senzacresta
  - Lophura ignita (Shaw, 1798) - dorso di fuoco crestato
  - Lophura diardi (Bonaparte, 1856) - dorso di fuoco siamese
  - Lophura bulweri (Sharpe, 1874) - fagiano di Bulwer
- Genere Crossoptilon
  - Crossoptilon crossoptilon (Hodgson, 1838) - fagiano orecchiuto bianco
  - Crossoptilon harmani Elwes, 1881 - fagiano orecchiuto del Tibet
  - Crossoptilon mantchuricum Swinhoe, 1863 - fagiano orecchiuto bruno
  - Crossoptilon auritum (Pallas, 1811) - fagiano orecchiuto azzurro
- Genere Catreus
  - Catreus wallichi (Hardwicke, 1827) - fagiano di Wallich
- Genere Syrmaticus
  - Syrmaticus ellioti (Swinhoe, 1872) - fagiano di Elliot
  - Syrmaticus humiae (Hume, 1881) - fagiano di Hume
  - Syrmaticus mikado (Ogilvie-Grant, 1906) - fagiano mikado
  - Syrmaticus soemmerringii (Temminck, 1830) - fagiano ramato
  - Syrmaticus reevesii (J.E.Gray, 1829) - fagiano di Reeves
- Genere Phasianus
  - Phasianus colchicus Linnaeus, 1758  - fagiano comune
  - Phasianus versicolor Vieillot, 1825 - fagiano verde
- Genere Chrysolophus
  - Chrysolophus amherstiae (Leadbeater, 1829) - fagiano di Lady Amherst
  - Chrysolophus pictus (Linnaeus, 1758) - fagiano dorato
- Genere Polyplectron
  - Polyplectron chalcurum Lesson, 1831 - speroniere codabronzo
  - Polyplectron inopinatum (Rothschild, 1903) - speroniere montano
  - Polyplectron germaini Elliot, 1866 - speroniere di Germain
  - Polyplectron bicalcaratum (Linnaeus, 1758) - speroniere grigio
  - Polyplectron katsumatae Rothschild, 1906 - speroniere di Hainan
  - Polyplectron malacense (Scopoli, 1786)  - speroniere di Malesia
  - Polyplectron schleiermacheri Brüggemann, 1877 - speroniere del Borneo
  - Polyplectron napoleonis Lesson, 1831 - speroniere di Palawan
- Genere Rheinardia
  - Rheinardia ocellata (Elliot, 1871) - argo crestato
- Genere Argusianus
  - Argusianus argus (Linnaeus, 1766) - argo maggiore
- Genere Pavo
  - Pavo cristatus Linnaeus, 1758 - pavone indiano
  - Pavo muticus Linnaeus, 1766 - pavone verde
- Genere Afropavo
  - Afropavo congensis Chapin, 1936 - pavone del Congo